# Каркалей
Каркале́й  — деревня в Ардатовском районе Нижегородской области Россия. Входила в состав упраздненного Чуварлей-Майданского сельсовета. В данный момент входит в состав городского поселения рабочего поселка Ардатов.

## Этимология
Название деревни происходит от эрзянских слов карго — «журавль» и лей — «ручей», «овраг». Возможно, проживавший здесь языческий мордовский род покланялся журавлю как божеству.

## История
По местному преданию, д. Каркалей была основана в 1856 г. Ее основали 17 жителей с. Автодеева. Они были высланы за непослушание помещиком Рахмановым на поселение в лес. Земли было мало, приходилось корчевать лес. Затем крестьяне прикупили землю у князя Звенигородского. 
В 1859 г. деревня принадлежала Рахманову, в ней насчитывалось 18 дворов и 105 жителей (48 мужского пола и 57 - женского). В середине 1880-х гг. в деревне проживало 63 жителя мужского пола и 71 женского. В то время в Каркалее насчитывалось 25 дворов. 
Землевладение было общинным. Собственников земли в деревне не существовало. Душевой надел равнялся 4,5 десятины. Внеобщинная аренда в 80-х гг. XIX столетия в деревне зафиксирована не была. Количество скота, содержавшегося в деревне, было следующим: 30 лошадей, 28 коров, 82 головы мелкого скота. Так же, как и в Александровке, в Каркалее основным промыслом еще с середины XIX в. являлась пилка леса. В 1880-х гг. этим промыслом регулярно занималось 30 человек, промысел охватывал практически всю взрослую мужскую часть населения деревни. 
Весьма распространен был в деревне наем работников из соседних деревень в качестве второго пильщика. Инструмент, приспособления, сырье, готовый материал и сбыт - все было таким же, как и в близлежащей Александровке. Работники нанимались на хозяйские харчи за 3,5 руб. в месяц, инструмент приносили свой собственный. В праздник и воскресные дни работник не обязан был работать. За рабочий сезон-три месяца- пара пильщиков (хозяин с работником) выпиливали до 1200 тесин. После окончания сельскохозяйственного сезона, с начала зимы, каркалейцы переходили к другому промыслу-рубке и возке дров. В целом сельское хозяйство, пилка теса и рубка дров обеспечивали каркалейцам достаток. Во всяком случае недоимка по казенным и местным платежам не превышала 13 руб. В год с души в Каркалее платили по 10 руб. 80 коп., числилось в Каркалее 50 окладных душ. В случае необходимости менее состоятельные каркалейцы пользовались беспроцентным соседским кредитом у более состоятельных односельчан.
В 1910 г., по данным земской страховой службы, д. Каркалей состояла из 64 дворов, объединенных в одно крестьянское общество. В 1912 г. работники гидрографического бюро насчитали в этой деревне только 49 дворов. В ней проживало 356 человек. На крестьянских подворьях содержалось в общей сложности 740 голов домашнего скота. 
Перед самой революцией, по местным сведениям, в деревне было 58 дворов. Советская власть была установлена в 1917 г. Первый комиссар Чирков был убит на окраине леса. Когда организовали комбед, его первым председателем стал Ф.С.Зудин. На Гражданскую войну в деревне мобилизовали 32 человека, из них трое погибло. 
Коллективизация в деревне началась в 1932 г. и полностью закончилась к 1934 г. Сначала в колхоз вошло много хозяйств, потом часть из них вышла, и осталось 14 хозяйств. Первым председателем стал И. И. 3олин, потом - с 1937 по 1941 г. - колхоз возглавлял П. М. Зудин. Трактор в колхозе появился в 1935 г., на нем работал И.Т. Блинов. Машину прислали в 1940 г., шофером был И.В. Кошелев. После начала Великой Отечественной войны было мобилизовано 70 жителей деревни, из них 41 человек погиб. 
В 1969 г. колхоз «Каркалейский» преобразован в совхоз. 
В 1974 г. в д. Каркалей было 78 хозяйств, проживало 314 жителей.
К 1980 г. число хозяйств выросло до 90, а население сократилось до 298 человек. 
До 1980-х гг. в деревне работала начальная школа, потом была построена восьмилетняя школа. В деревне имелись клуб, магазин, детский сад, библио-тека, совхозная столовая, медпункт, почтовое отделение связи.
В 1990 г. в деревне было 107 хозяйств, проживало 333 жителя. Население было занято в основном в совхозном производстве, каждая семья имела личное подсобное хозяйство -0,40 га земли, на которой выращивалась основная культура - картофель, а также овощи для семьи; жители держали скот: корову, поросят, овец - и птицу. 
На первое января 1992 г. население д. Каркалей состояло из 314 человек.

## Географическое положение
Деревня Каркалей находится на юго-западе Нижегородской области России, к югу от автомобильной дороги Ардатов — Выкса. Административный центр муниципального округа Ардатов находится в 22 км к северо-востоку от деревни. Каркалей соединён асфальтированной дорогой с селом Чуварлей-Майдан (5 км на восток) и просёлочными дорогами на юго-востоке с покинутым посёлком Зобово (расстояние 3 км), на юге — с покинутым посёлком Крючково (4 км), на юго-западе — с населённым пунктом Новая Деревня (6 км), на западе — с деревней Дальнепесочной (5 км), на северо-западе — с селом Александровкой (2 км). Посредине деревни имеется озеро, через которое протекает в южном направлении ручей. С запада, юга и востока деревня окружена лесами. Высота над уровнем моря около 175 метров.
Деревня, как и вся Нижегородская область, находится в часовой зоне МСК (московское время). Смещение применяемого времени относительно UTC составляет +3:00.

## Административная принадлежность
Деревня Каркалей входит в состав административно-территориального образования Рабочий посёлок Ардатов Ардатовского муниципального округа Нижегородской области Российской Федерации.

## Климат
Деревня находится в зоне умеренно-континентального климата, который характеризуется холодной продолжительной зимой и тёплым, но достаточно коротким летом. За год выпадает в среднем 450—550 мм осадков, из них 68 % — в виде дождя и 32 % — в виде снега. Среднегодовая относительная влажность воздуха — 76 %. Снежный покров достигает 50 см, а в особо снежные зимы может достигать одного метра и более.
Весна приходит резко, обычно к середине апреля, при этом вплоть до середины мая нередки заморозки. Лето сравнительно короткое и достаточно жаркое — в отдельные годы температура может достигать 36 °C. Шапка лета приходится на июль. В конце весны и лета нередки грозы — их может случаться до 20 за год, почти каждый год выпадает град. Осень приходит в сентябре и стоит до начала ноября, но уже в сентябре нередки заморозки. Зима наступает в начале ноября и продолжается до середины марта. Обычно первый снег выпадает в октябре и держится в течение пяти месяцев, сходит к 10—15 апреля. Почва промерзает на глубину 70—90 см.
Вегетационный период составляет 189 дней, продолжительность безморозного периода — 137 дней.

## Население
| Численность населения | Численность населения | Численность населения | Численность населения | Численность населения | Численность населения | Численность населения | Численность населения | Численность населения | Численность населения | Численность населения | Численность населения |
| 1786                  | 1859                  | 1890                  | 1912                  | 1916                  | 1974                  | 1980                  | 1992                  | 1999                  | 2002                  | 2010                  | 2021                  |
| --------------------- | --------------------- | --------------------- | --------------------- | --------------------- | --------------------- | --------------------- | --------------------- | --------------------- | --------------------- | --------------------- | --------------------- |
| 50                    | ↗105                  | ↗134                  | ↗356                  | ↗392                  | ↘314                  | ↘298                  | ↗314                  | ↗315                  | ↘256                  | ↘128                  | ↘99                   |

## Инфраструктура
В деревне четыре улицы: 1 Мая, Молодёжная, Новая и Солнечная.